# Saint-Bonnet-les-Oules
Saint-Bonnet-les-Oules este o comună în departamentul Loire din sud-estul Franței. În 2009 avea o populație de 1.508 de locuitori.

## Evoluția populației
| An        | 1975 | 1982 | 1990 | 1999  | 2006  | 2009  |
| --------- | ---- | ---- | ---- | ----- | ----- | ----- |
| Populație | 618  | 889  | 982  | 1.257 | 1.425 | 1.508 |